# 卡帕多細亞的斯特拉托妮可
斯特拉托妮可（希臘語：Στρατoνικη，前三世紀人物），是塞琉古帝國君主的女儿，她是安條克二世和勞迪絲一世其中一個女兒，她的兄弟是塞琉古二世和安條克·伊厄拉斯。
前255年的卡帕多細亞，尚與父親共治的阿里阿拉特三世宣布他是卡帕多細亞國王，但直到前250年前某刻才使安條克二世承認卡帕多細亞不再是帝國的屬國，已是一個獨立王國。後來安條克二世安排與阿里阿拉特三世聯姻，把斯特拉托妮可嫁給他。
透過這段婚姻，斯特拉托妮可成為卡帕多細亞第一位王后，她與阿里阿拉特三世有一個兒子，即後來的阿里阿拉特四世，

## 來源
1. ↑  .   [2010-08-17]. （原始内容存档于2015-07-07）.
2. 1 2  .   [2010-08-17]. （原始内容存档于2015-07-07）.